# 愛情血型ABO
《愛情血型ABO》是日本男性偶像組合NEWS的第11張單曲。

## 概要
- 距離前作6個月的單曲。
- 初回生産限定盤及通常盤的封面、內頁及收錄內容是不同。初回限定生産盤收錄在2008年12月31日舉行的「NEWS WINTER PARTY DIAMOND in TOKYO DOME」的DVD，而通常盤則收錄「Share」同日現場音源版本。
- PV中山下智久第六次再用寫著(山)(P)的紙杯蓋著自己的雙眼。
- 歌曲開始的對白是由小山及山下兩人提案。
- 值得一提是擔任「愛情血型ABO」的作詞人zopp的血型是O型。

## 收錄歌曲

### 初回限定生産盤
1. 愛情血型ABO
作詞:zopp、作曲:adult education、編曲:鈴木雅也
  - クリムゾン RUSS-K 「T-Fes」篇 CM曲
2. 迷宮
作詞:zopp、作曲:藤末樹、編曲:鈴木雅也
3. 愛情血型ABO(伴唱版本)

- DVD

1. Happy Birthday
2. weeeek
3. ガンガンガンバッテ
4. 裸足のシンデレラボーイ
5. SUMMER TIME
6. MC

### 通常盤
1. 愛情血型ABO
2. 迷宮
3. OPEN YOUR EYES
作詞:RYOKa、作曲・編曲：Shusui, Fredrik Hult
4. Share （Live at TOKYO DOME）
作詞、作曲:NEWS、編曲：mugen
  - 正式錄音室版本收錄於專輯「LIVE」。